# Villajoyosa CF
Villajoyosa CF (in het Valenciaans: Vila-Joiosa CF) is een Spaanse voetbalclub uit Villajoyosa in de provincie Alicante. De club speelde sinds het seizoen 2015/16 in de Regional Preferente (Grupo 4) maar promoveerde in 2020 naar de Tercera División.

## Geschiedenis
Villajoyosa CF debuteert in 1957/58 in de Tercera División. Na 3 seizoenen degradeert de club en vervolgens speelt het 23 jaar op amateurniveau alvorens terug te keren. Het speelt daarna meestal in de middenmoot tot het seizoen 2001/02. Dan classificeert het zich voor de play-offs middels een 4e plaats. Het eerste seizoen loopt het mis, een seizoen later wordt via een tweede plek en de play-offs promotie behaald naar de Segunda División B. Daar speelt het nu voor het vierde seizoen met als hoogste plaats een 6e plek in het seizoen 2004/05. In het seizoen 2007/08 eindigde Villajoyosa op de zestiende plaats en degradeerde naar de Tercera División. De club werd echter direct kampioen en kon zo terug promoveren. Het verblijf in de Segunda División B was dit keer van korte duur. Villajoyosa eindigde zeventiende, waardoor het opnieuw degradeerde naar de Tercera División.